# Andrea Gabriel
Andrea Gabriel (Los Angeles, 4 de julho de 1978) é uma atriz estadunidense.

## Biografia
Além de seu papel recorrente em Lost, Gabriel teve pequenas participações em séries como House MD e Criminal Minds.
Em outubro de 2010, ela foi escalada para o filme Amanhecer como Kebi, uma vampira do Coven egípcio.

## Vida pessoal
Andrea Gabriel nasceu em Los Angeles em uma família de atores, é filha de João Gabriel e Sandy Gabriel, ambos os atores.

## Filmografia

### Filmes
- 2002: Hyper
- 2004: Foster Hall
- 2006: The Lost Survival Guide
- 2008: The Dark Horse
- 2010: In Security
- 2012: The Twilight Saga: Breaking Dawn

### Televisão
- 1986: All My Children
- 1995: Another World
- 1996: Saturday Night Live (Não-creditado)
- 1996: The Guiding Light
- 1998: Late Night with Conan O'Brien
- 1999: Law & Order (Episódio: "Sundown")
- 2003: Strong Medicine  (Episódio: "PMS, Lies and Red Tape")
- 2004: JAG (episode: "People vs. SecNav")
- 2004–10: Lost (7 Episódios)
- 2006: Criminal Minds (Episódio: "Secrets and Lies")
- 2006: Just Legal (Episódio: "The Rainmaker")
- 2009: House MD (Episódio: "Ignorance Is Bliss")
- 2011: The Whole Truth (Episódio: "Lost in Translation")
- 2012: Franklin & Bash (Episódio: "Last Dance")
- 2012: Gossip Girl (2 Episódios na 6ª temporada)

### Ligações Externas
- Andrea Gabriel. no IMDb.
- Andrea Gabriel